# Slagvatten
Slagvatten är vatten som samlats, runnit ner, i fartygets slag. Det kan vara kondensvatten, vatten som härrör sig från vaskningsarbeten eller från läckande utrustning. Om vattnet kommer från maskinrummets slag innehåller det för det mesta även olja.